# 阮福登
阮福登（越南语：／；1701年—1763年），廣南阮主第六代領袖阮福淍的第十三子。
阮福登生母為右宮嬪黎氏，授掌奇。景興二十四年（1763年）春天逝世，虛齡六十二歲，贈官掌營。
阮福登有兩名兒子：阮福槿和阮福蘊。